# Пиксели (филм)
„Пиксели“ (на английски: Pixels) е американски филм от 2015 г. на режисьора Крис Кълъмбъс. Сценарият е написан от Тим Херлихи и Тимъти Даулинг и е базиран на едноименния късометражен филм от 2010 г. Снимките започват на 2 юни 2014 г. в Торонто и продължават 3 месеца.

## Актьорски състав
| Актьор          | Роля                     |
| --------------- | ------------------------ |
| Адам Сандлър    | Сам Бренър               |
| Кевин Джеймс    | президент Уил Купър      |
| Джош Гад        | Лудлоу                   |
| Питър Динклидж  | Еди                      |
| Мишел Монахан   | Вайълет                  |
| Матю Линц       | Мати                     |
| Брайън Кокс     | адмирал Портър           |
| Ашли Бенсън     | Lady Lisa („Dojo Quest“) |
| Джейн Краковски | Каролин Купър            |
| Денис Акияма    | Тору Иватани             |
| Шон Бийн        | ефрейтор Хил             |
| Афион Крокет    | сержант Дилан Коан       |
| Дан Акройд      | 1982 Championship MC     |